# 1D busz (Miskolc)
A miskolci 1D-s buszjárat 1975 és 1988 között közlekedett a Tiszai pályaudvar és a DIGÉP között. 1984. február 1-jétől a Főutcáról a Déli tehermentesítő útra került.

## Megállóhelyei
1975–1984
Tiszai pu. – Aug. 20. Strandf. – Katalin u. – Centrum Áruház – Szemere u. – Tanácsház tér – Kellner S. u. – Eszperantó tér – Tokaj Étterem – Ságvári u. – Örs u. – Marx tér – Vasgyár – DIGÉP
1984–1988
Tiszai pu. – Aug. 20. Strandf. – Vízügyi Igazg. – Tanácsközt. vr. – Szemere u. – Szabadság tér – Teleki u. – Nagyváthy u. – Eszperantó tér – Tokaj Étterem – Ságvári u. – Örs u. – Marx tér – Vasgyár – DIGÉP